# San Nicolás Esquiros
San Nicolás Esquiros es una localidad del estado mexicano de Guanajuato. Es parte del municipio de Celaya. Fue fundada en 1542.

## Toponimia
El nombre «San Nicolás» hace referencia al santo patrono de la localidad: Nicolás de Bari.

## Demografía
| Gráfica de evolución demográfica |
|                                  |

| Censo | Población |
| ----- | --------- |
| 1900  | 416       |
| 1910  | 368       |
| 1921  | 257       |
| 1930  | 299       |
| 1940  | 266       |
| 1950  | 270       |
| 1960  | 301       |
| 1970  | 536       |
| 1980  | 571       |
| 1990  | 801       |
| 2000  | 588       |
| 2010  | 1 003     |
| 2020  | 1 120     |